# Gestolen maandag

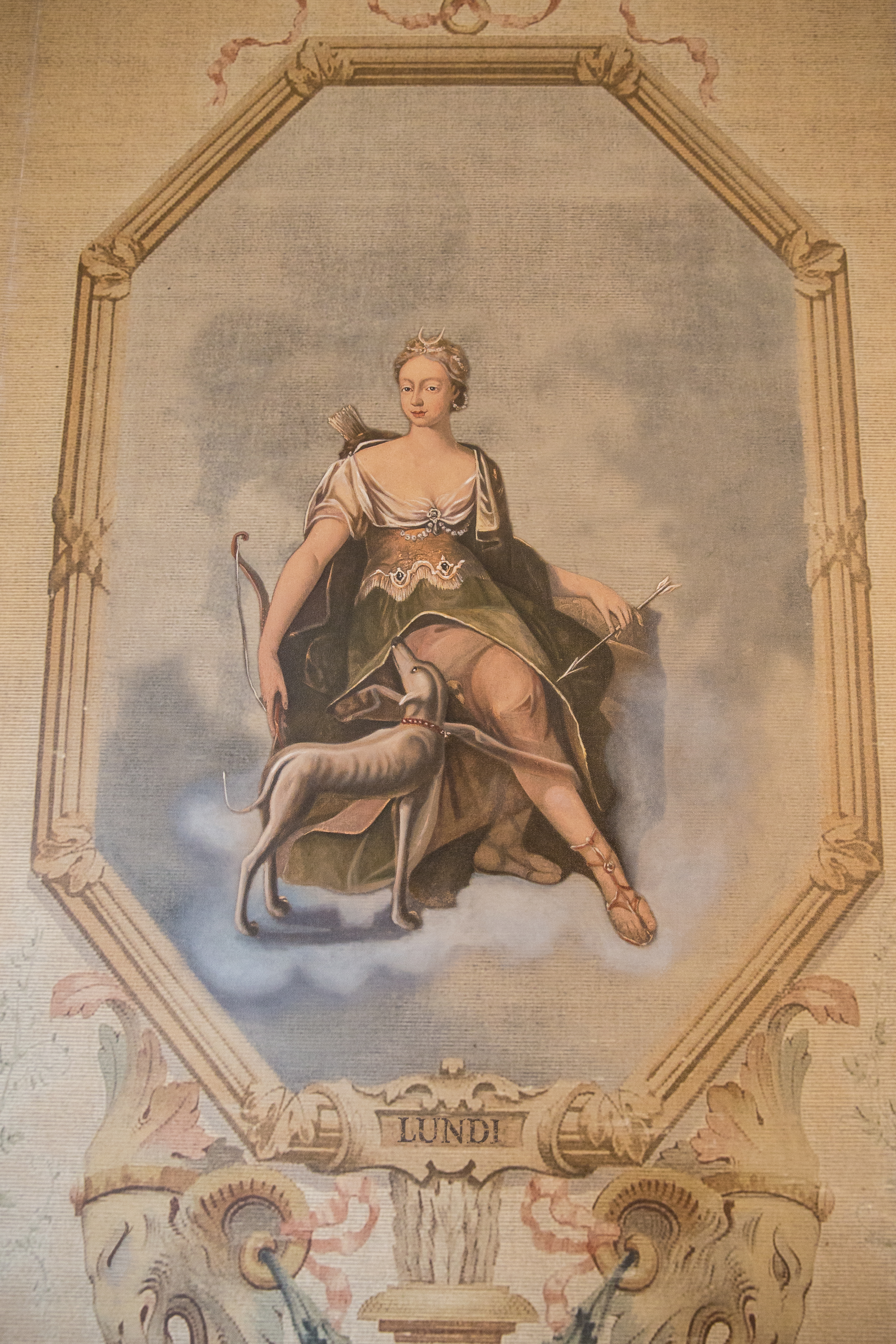
De Gestolen Maandag in het Ravenhofkasteel in Torhout.

De Gestolen Maandag is een van de tapijten of gobelins in de gobelinzaal van het Kasteel Ravenhof in Torhout. Het gaat om een replica van het wandtapijt 'Maandag', dat in december 1988 ontvreemd werd uit de zaal.
De Gestolen Maandag maakt deel uit van een reeks van zeven imitatiegobelins met mythologische figuren die elk symbool staan voor een dag van de week. De maandag werd traditioneel geassocieerd met de Romeinse godin Diana, die symbool staat voor de jacht en de maan. Op het tapijt is Diana afgebeeld met enkele van haar attributen, zoals de boog en de jachthond.

## Replica
De Maandag werd in december 1988 gestolen uit het Ravenhofkasteel. Sinds 2012 hangt er een replica van de Wervikse kunstenaar Frederik Cnockaert. Het gestileerde kader is identiek aan die van de andere gobelins in de zaal. Voor het medaillon met daarin de afbeelding van de godin Diana baseerde de kunstenaar zich op de stijl van de andere figuren in de zaal. Bij wijze van knipoog naar de diefstal heeft hij een kleine ekster geschilderd in het frame van het tapijt, om duidelijk te maken dat het hier om een replica gaat. Het origineel werd nooit teruggevonden.